# ディスク・オー

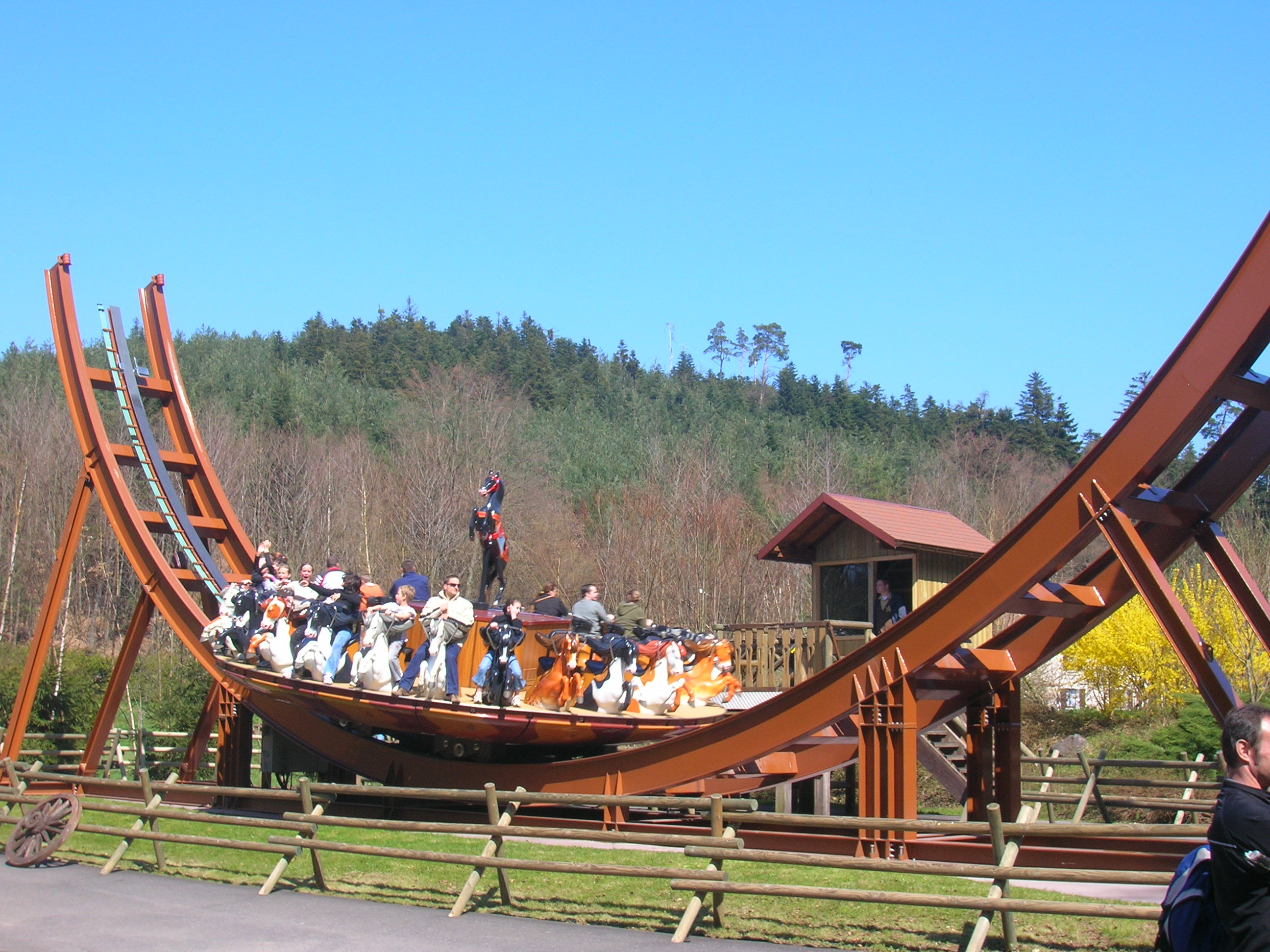
フレペルチュイ・シティのLa Cavalerie

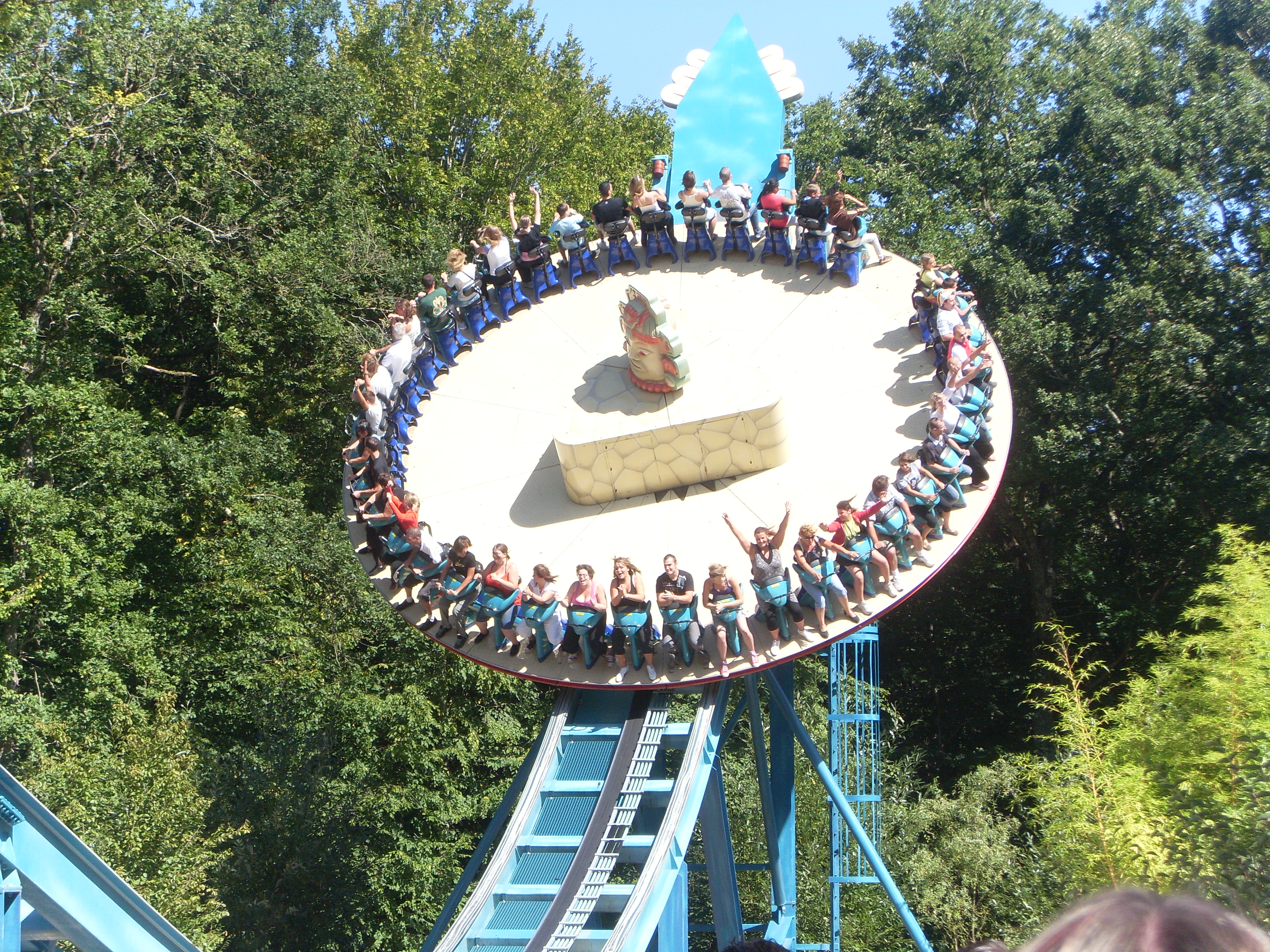
ル・パルのLe Disque du Soleil

ディスク・オー（Disk'O）は、回転式遊具とローラーコースターが融合した絶叫マシン。

## 概要
外側向けに20数座席が設置された円盤が回転しながら半円形（U字型）のレールの上を往復する。他にW字型レールや起立式タイプ、40座席の「メガディスク・オー」などがある。
「ディスク・オー」以外に「ハシビロGO！」「サーフズ・アップ・ライド」など施設により様々な名称がつけられている。
2003年にイタリアのメーカーZamperlaが開発。日本では2005年の愛・地球博において初登場した。

## 日本で設置されている施設
2019年現在
- 国営ひたち海浜公園
- 花やしき
- よこはまコスモワールド
- ひらかたパーク - アトラクション名は「ぐるぐる王」
- よみうりランド - メガディスクタイプ。アトラクション名はデザインのモチーフとなったハシビロコウをもじった「ハシビロGO！」[3]

### かつて設置していた施設
- エキスポランド
- 熊本市動植物園[7]